# Рети, Иштван
Иштван Рети (венг. István Réti); (26 декабря 1872 ― 17 января 1945) ― венгерский художник, профессор, искусствовед. Один из ведущих членов, а также основатель и теоретик объединения художников, основавших поселение, которое было расположено на территории города Бая-Маре, Румыния. Помимо этого, Рети занимал пост ректора в Венгерском университете изобразительных искусств (в 1927—1931 гг. и в 1932—1935 гг.).
Объединение художников и их школа оказали большое влияние на венгерское и румынское изобразительное искусство. В Венгерской национальной галерее была организована большая выставка их работ в 1966 году.

## Ранняя жизнь
Иштван Рети родился в городе Бая-Маре (до 1918 года город входил в состав Венгерского королевства и назывался венгерским именем Nagybánya). В 1890 году, в возрасте 18 лет, Рети начал учебу в Будапештской школе изобразительного искусства, но уже через месяц покинул её.
В 1891 году он отправился в Мюнхен, где учился у Шимона Холоши, молодого венгерского художника, который давал уроки вольного рисования, поскольку он был против методики технического обучения в более консервативной Мюнхенской академии. Здесь Рети встретил других молодых художников, которые позднее стали частью его кружка, когда они вернулись в Венгрию. Позже Рети также учился в Париже в Академии Жюлиана, куда съезжались многие живописцы из Венгрии.

## Карьера
После возвращения в свой родной город, Рети написал свою первую значительную картину, получившую название «Bohémek karácsonyestje idegenben» («Богемцы празднуют Рождество за рубежом») (1893). Изображённый на картине ностальгический интерьер в тёплых и светлых тонах, характерен для того периода времени. Картина была выставлена в художественной галерее в Будапеште и приобретена австрийскими властями.
В 1894 году Рети отправляется в Турин. Там он пишет картину «Kossuth Lajos a ravatalon» («Лайош Кошут в гробу») ― венгерский революционер как раз умирает там в это время. Самого Рети также чрезвычайно привлекали привлекли работы Жюля Бастьен-Лепажа. В 1895 году, во время поездки в Париж, он узнал и о творчестве Пьера Пюви де Шаванна.
Вместе с Яношем Тормой Иштван Рети убеждает Шимона Холоши переехать с его школой из Мюнхена в Бая-Маре. В 1896 году Рети основывает в городе поселение художников. В 1902 году он становится профессором в организованной им художественной академии, а в 1911 году он также стал одним из основателей Объединения художников Бая-Маре.
Хотя Рети и переехал в Будапешт в 1913 году, чтобы преподавать в университете, который сейчас имеет название Венгерский университет изобразительных искусств, он параллельно работал в своём поселении, где продолжал занятия вплоть до 1927.
Начиная с 1920 года Рети пытался реформировать Университет изобразительных искусств в соответствии принципами его объединения художников вместе с Каролем Лукой. Рети был ректором университета в 1927—1931 гг. и в 1932—1935 гг. Он уволился оттуда в 1938 году.
Иштван Рети посвятил последнее десятилетия своей жизни написанию истории поселения художников и часто болел. К тому же, во время Второй мировой войны от бомбардировок пострадали и его старое, и его новое жильё. Он умер в Будапеште 17 января 1945 года.

## Картины
На первом этапе своего творчества, как живописец, Рети прежде всего любил рисовать интерьеры и также свет, особенно свет ламп или солнечный свет, пробивающийся сквозь окна, как показано в картинах «Gyötrődés» («Какофония»), 1894; «Öregasszonyok» («Старушки», 1900); и «Kenyérszelés» («Резка хлеба», 1906).
Пленэрная техника пейзажной живописи не была принята в программу у его поселения. В 1899 году он написал одну из своих самых известных картин, «Honvédtemetés» («Похороны венгерского солдата»), сюжет которой развивается во время Революции 1848 года; единство пейзажа и людей на полотне связывается мрачностью серых сумерек.
В 1904-07 гг. (в последние годы его пребывания в Риме), художник написал несколько версий картины «Krisztus apostolok között» («Христос и апостолы»), его наиболее значимой работы на религиозную тематику. После 1910 он создал несколько декоративных картин, таких как «Cigánylány» («Цыганская девочка», 1912), а также множество портретов и автопортретов, в том числе портрет Лайоша Кошута, написанный в 1931 году.
В более поздних годах Рети работал сравнительно медленно, делая длинные перерывы между написанием картин и размышляя о том, как следует писать новые. Его творчество этого периода считается непостоянным по своему характеру. После того, как он сосредоточился на преподавании, и качество, и количество его работ снижается.
Начиная с юного возраста, художник был озабочен современными вопросами художественной теории, которые он также пытался исследовать, уже будучи профессором. После 1920 года он написал несколько статей на эти темы. Некоторые исследователи считают, что его труды по эстетике, написанные под влиянием Бенедетто Кроче и Анри Бергсона, имели более сильное влияние на других художников, чем его живопись или преподавательская деятельность.

## Работы

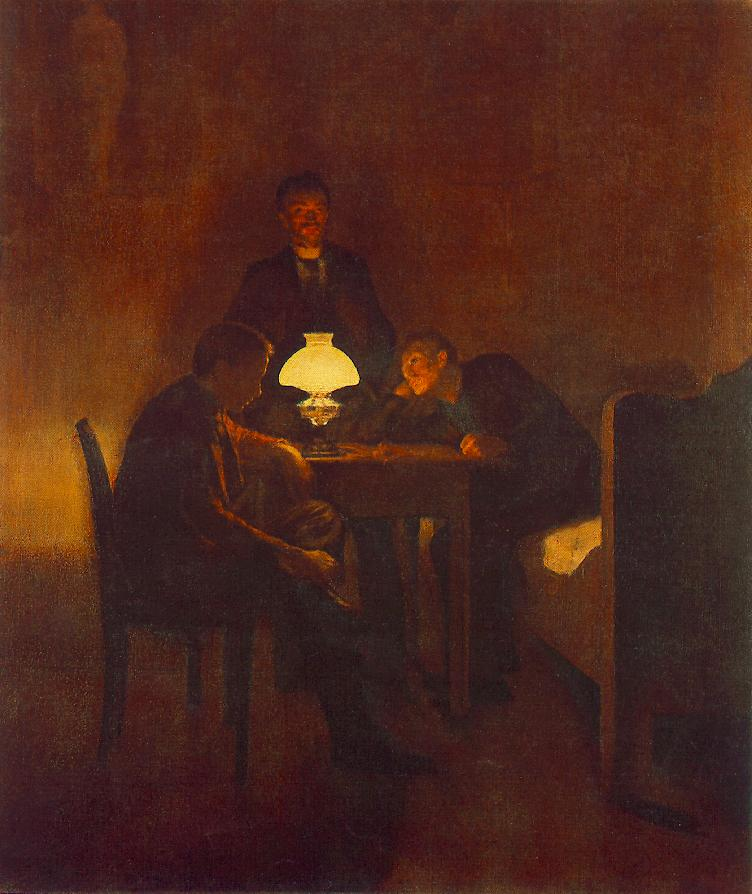
Богемцы празднуют Рождество за рубежом (1893)
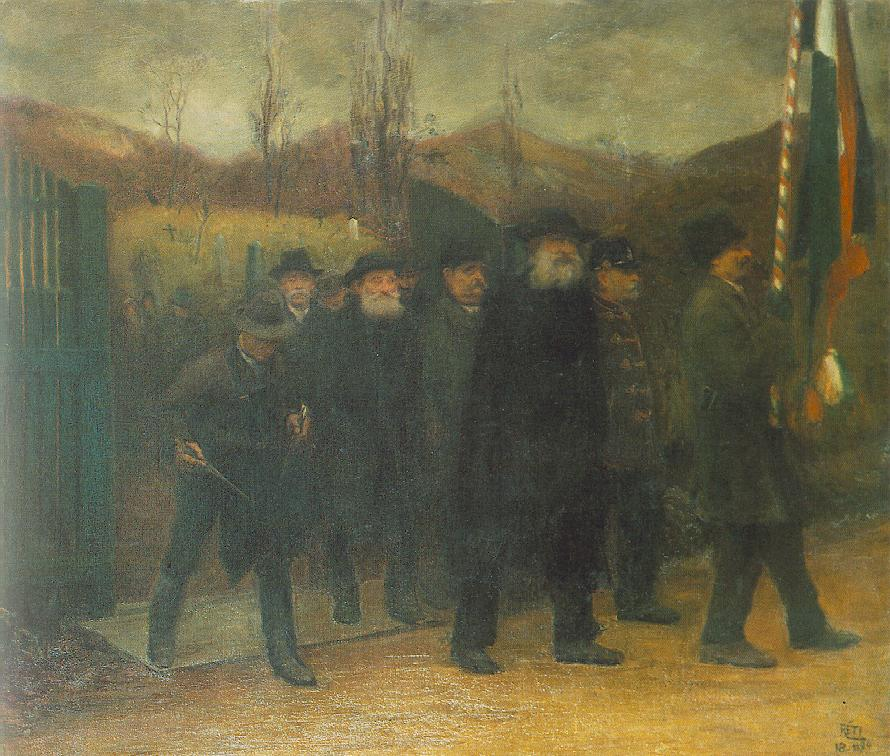
Похороны венгерского солдата (1899)
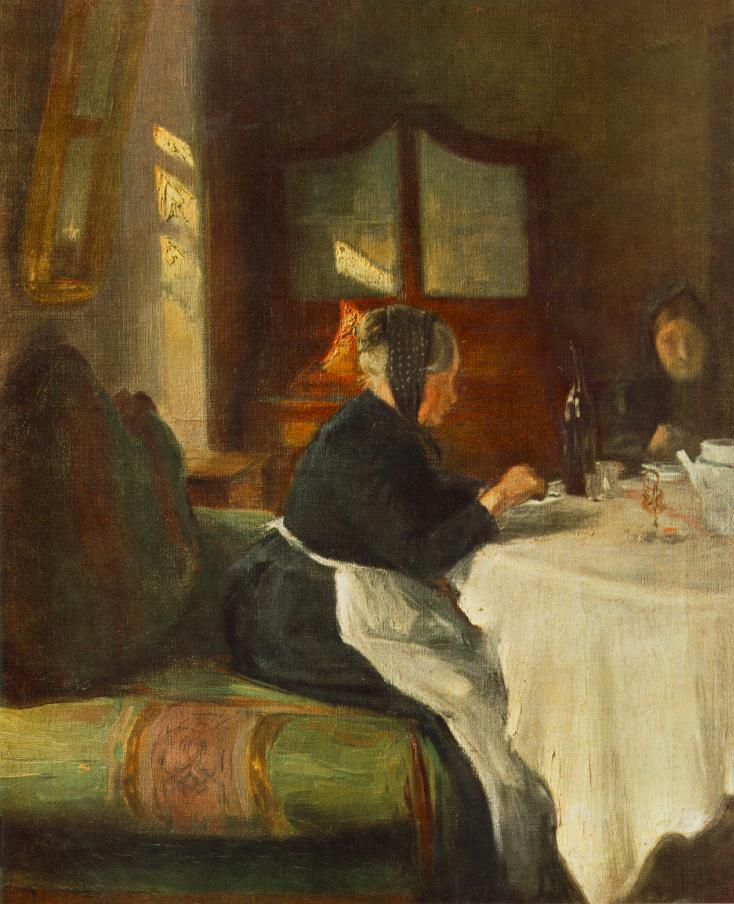
Старушки (1900)
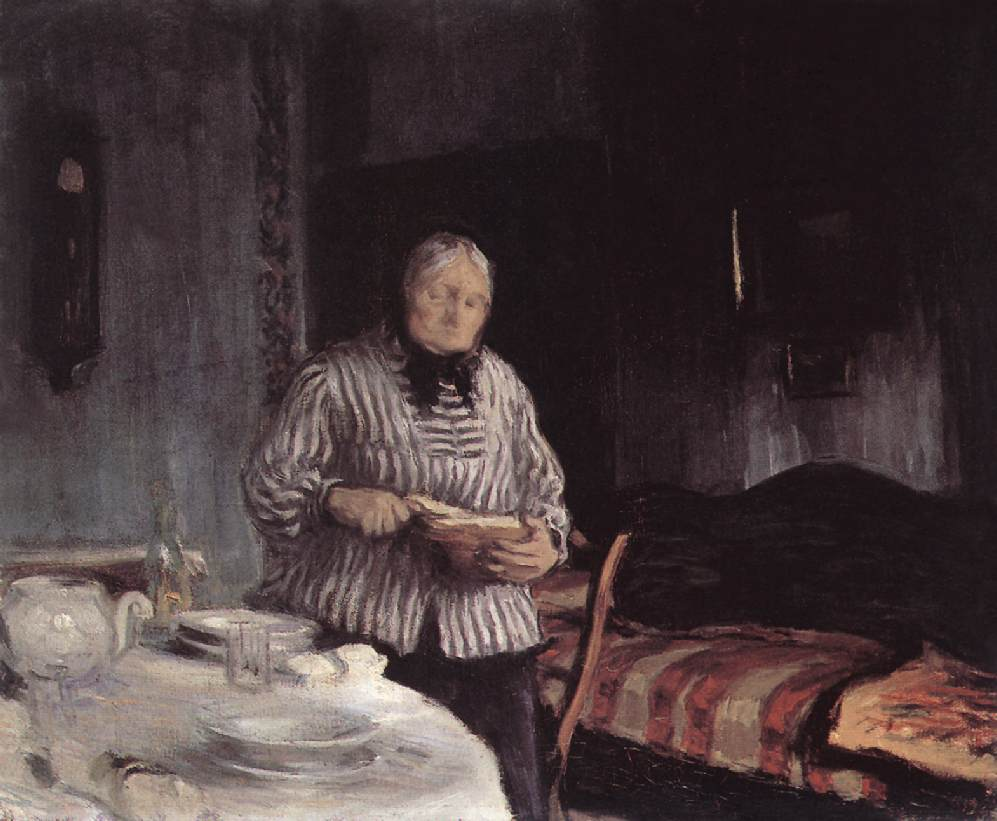
Резка хлеба (1918)
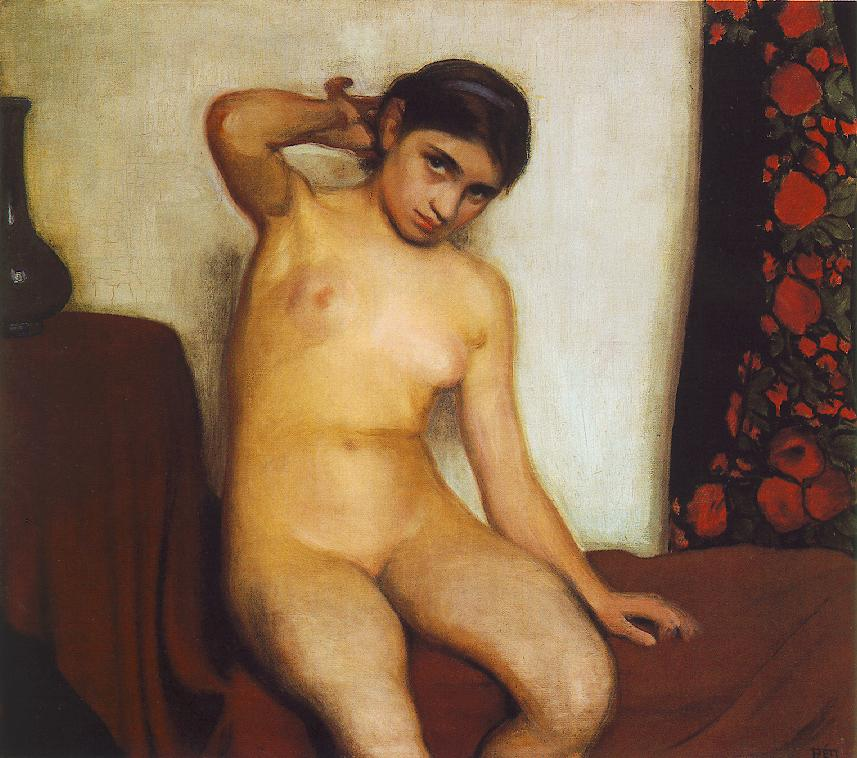
Цыганская девочка (1912)